# Lotnisko Sliwen
Lotnisko Sliwen (ICAO: LBSL) – wojskowe lotnisko położone w Sliwenie, w obwodzie Sliwen, w Bułgarii.